# Corhampton
Corhampton är en ort i civil parish Corhampton and Meonstoke, i distriktet Winchester, Storbritannien. Den ligger i grevskapet Hampshire och riksdelen England, i den södra delen av landet, 90 km sydväst om huvudstaden London. Corhampton ligger 63 meter över havet och antalet invånare är 645. Compton var en civil parish fram till 1932 när blev den en del av Corhampton and Meonstoke. Civil parish hade 87 invånare år 1931. Byn nämndes i Domedagsboken (Domesday Book) år 1086, och kallades då Quedementune.
Terrängen runt Corhampton är platt. Runt Corhampton är det ganska tätbefolkat, med 172 invånare per kvadratkilometer. Närmaste större samhälle är Waterlooville, 13,0 km sydost om Corhampton. Trakten runt Corhampton består till största delen av jordbruksmark.